# Suruceni
Suruceni is een gemeente in de Moldavische bestuurlijke eenheid (unitate administrativ-teritorială) Ialoveni.
Suruceni telt 2791 inwoners (census 2004) en is het enige dorp in de gelijknamige gemeente. Voetbalclub Sfintul Gheorghe is afkomstig uit Suruceni.